# (25994) Lynnelleye
(25994) Lynnelleye est un astéroïde de la ceinture principale.

## Description
(25994) Lynnelleye est un astéroïde de la ceinture principale. Il fut découvert le 21 mars 2001 à Socorro (Nouveau-Mexique) par le projet LINEAR. Il présente une orbite caractérisée par un demi-grand axe de 2,37 UA, une excentricité de 0,08 et une inclinaison de 5,9° par rapport à l'écliptique.

## Compléments